# Докія
Докія (рум. Dochia) — село у повіті Нямц в Румунії. Входить до складу комуни Докія.
Село розташоване на відстані 277 км на північ від Бухареста, 14 км на схід від П'ятра-Нямца, 82 км на захід від Ясс.

## Населення
За даними перепису населення 2002 року у селі проживала 2271 особа, усі — румуни. Усі жителі села рідною мовою назвали румунську.